# Faurea macnaughtonii
Faurea macnaughtonii (sồi Terblanz) là một loài cây gỗ thuộc họ Proteaceae. Loài này có ở Nam Phi và Swaziland.
Gỗ của nó có mùi thơm nồng và được sử dụng để làm các loại dụng cụ nhà bếp.